# 王心迪
王心迪（1995年5月2日—）生于河北省秦皇岛市，是一名中国男子自由式滑雪运动员，主攻空中技巧，毕业于沈阳体育学院。他一开始练习的是体操，12岁时，他转项练习自由式滑雪空中技巧项目。2013年，他在吉林省长春市完成了个人的世界杯分站赛首秀。